# جیسون کوییلی
جیسون کوییلی (انگلیسی: Jason Queally؛ زادهٔ ۱۱ مهٔ ۱۹۷۰) دوچرخه‌سوار اهل بریتانیا است.
وی در مسابقات کشوری و بین‌المللی در مجموع برندهٔ ۳ مدال طلا، ۹ مدال نقره، ۴ مدال برنز شده‌است.